# Dumitru Evolceanu
Dumitru Evolceanu (Botoșani, 1865-Timișoara, 1938) fue un profesor y crítico literario rumano.

## Biografía
Nacido en Botoșani el 1 de octubre de 1865, realizó sus primeros estudios en su ciudad natal, y los superiores en la escuela normal superior y en la Universidad de Iași, donde se licenció en ciencias histórico-filológicas. Obtuvo mediante concurso una cátedra de lengua rumana en la escuela secundaria de Bârlad y con una beca del fondo "Iosif Nicolescu" estudió filología latina de 1889 a 1894 en el Colegio de Francia y en la Escuela de Altos Estudios de París, así como en las universidades de Bonn y Berlín.
De regreso a Rumanía, fue nombrado profesor de lengua latina en la Universidad de Bucarest. Escribió en Convorbiri Literare, de cuyo comité editorial formó parte, además de estudios de crítica literaria sobre los poemas de Coşbuc, Gheorghe din Moldova, Artur Stavri, Vlăhuţă, Haralamb Lecca, sobre el drama Mort fâră lumânare de I. Bacalbaşa, novelas de Ciru Oeconomu y C. Nottara y cuentos de Sofia Nădejde. Falleció el 28 de julio de 1938 en Timișoara.